# Anandra pseudovittata
Anandra pseudovittata är en skalbaggsart som beskrevs av Stefan von Breuning 1961. Anandra pseudovittata ingår i släktet Anandra och familjen långhorningar. Inga underarter finns listade i Catalogue of Life.